# Modeselektor
Modeselektor ist ein Berliner Musiker-, Produzenten-, DJ- und Liveact-Duo, bestehend aus Gernot Bronsert (* 1978) und Sebastian Szary (* 1975), aufgewachsen in Woltersdorf bzw. Rüdersdorf bei Berlin. Ihr Stil changiert zwischen Techno, Hip-Hop und Electro. Sie sind außerdem Teil der Musikgruppe Moderat, ein Zusammenschluss mit dem Musiker Sascha Ring (Apparat). 
2009 gründeten sie ihr eigenes Label mit dem Namen Monkeytown Records, auf dem sowohl ihre Alben Monkeytown und Who Else als auch das zweite und dritte Moderat-Album erschienen. Mittlerweile zählt das Label nahezu 100 Veröffentlichungen von Künstlern wie FJAAK, Shed, Siriusmo, Dark Sky und vielen mehr. 

## Diskografie (Auszug)

### Alben
- Hello Mom! (2005)
- Happy Birthday! (2007)
- Moderat (2009, zusammen mit  Apparat als Moderat)
- Monkeytown (2011)
- II (2013, als Moderat)
- III (2016, als Moderat)
- Live (2016, als Moderat)
- Who Else (2019)
- Extended (2021)
- Mean Friend (2021)

### EPs
- In Loving Memory (2002)
- Death Medley (2002)
- Ganes de Frau (2003)
- Turn Deaf (2004)
- Hello Mom! The Remixes (2006)
- The Dark Side Of The Sun (2007)
- Happy Birthday! Remixed #1 (2008)
- Happy Birthday! Remixed #2 (2008)
- Happy Birthday! Remixed #3 (2009)
- Rusty Nails (2009)
- Seamonkey (2009)
- Moderat unofficial Remixes (2009)
- Art & Cash Remixed #1 (2010)

### Singles
- Art & Cash (2012)
- Shipwreck (2011)
- Evil Twin / German Clap (2012)
- This (2012)
- Negativity (feat. Sound Pelligrino Thermal Team, 2013)
- Trees (feat. Paul St. Helaire, 2015)
- Wealth (feat. Flohio, 2018)
- I Am Your God / Bronko (2019)
- Who (feat. Tommy Cash, 2019)

### Kollaborationen
- mit Apparat: Auf Kosten der Gesundheit (2003, als Moderat)
- mit Paul St. Hilaire: Fake Emotion (2005)
- mit Jahcoozi: Silikon (2005)
- mit TTC: Dancingbox (2005)
- mit TTC: Une Bande de mec sympa (2006)
- mit Ninjaman: Weed Wid Da Macka (2006)
- mit Paul St. Hilaire: Let your Love grow (2007)
- mit Puppetmastaz: The Dark Side Of The Sun (2007)
- mit Thom Yorke: The White Flash (2007)
- mit Maxïmo Park: I Can’t Sleep (without Music) (2007)
- mit Otto von Schirach: Hyper Hyper (2007)
- mit Siriusmo: Deboutoner (2007)
- mit TTC: 2000007 (2007)
- mit Fettes Brot: Bettina, zieh dir bitte etwas an (2008)
- mit Apparat: Moderat (2009, als Moderat)
- mit Bonaparte: Orangutan (2010)
- mit Busdriver: Prentious Friends (2011)
- mit Miss Platnum: Berlin (2011)
- mit Anti-Pop Consortium: Humanized (2011)
- mit Sascha Ring: War Cry (2011)
- mit PVT: Green Light Go (2011)
- mit Otto von Schirach: Evil Twin (2011)
- mit Thom Yorke: Shipwreck (2011)
- mit Thom Yorke: This (2011)

### Remixe
- für MIA.: Factory City RMX (2001)
- für Smash TV: Nobody RMX (2002)
- für MIA.: Machtspiele RMX (2002)
- für Ellen Allien: Trashscapes Version (2002)
- für TimTim: Atwater CA RMX (2003)
- für Knifehandchop: Technogaiden RMX (2004)
- für Miss Kittin: Big Muff RMX (2004)
- für Jahcoozi: Black Barbie RMX (2004)
- für Ellen Allien: Magma RMX (2005)
- für No Movement: Acetate RMX (2006)
- für Paul Kalkbrenner: Gia 2000 RMX (2006)
- für My Robot Friend: Dial Zero RMX (2006)
- für Apparat: Hold On RMX (2007)
- für Gishlain Poirier: Blazin RMX (2007)
- für Thom Yorke: Skip Divided RMX (2007)
- für Siriusmo: Wow Edit (2008)
- für Alter Ego: Fuckingham Palace RMX (2008)
- für Puppetmastaz: Mephistopheles RMX (2008)
- für Björk: Dull flame of Desire RMX for Girls (2008)
- für Björk: Dull flame of Desire RMX for Boys (2008)
- für Boys Noize: Jeffer (2009)
- für Headhunter (i. e. Dubstep-Produzent Antony Williams): Prototype (2009)
- für Bonaparte: Computer in Love (2010)
- für Radiohead: Good Evening Mrs Magpie (2011)

### DJmixes
- Boomkat Selected Mixtapes Volume 4 (2004)
- Boogy Bites Vol. 3 (2007)
- Body Language Vol. 8 (2009)

### Sonstiges
- 2017: Filmmusik zu Magical Mystery oder: Die Rückkehr des Karl Schmidt (zusammen mit unter anderem WestBam und Deichkind)

### Videoalben
- Labland (2005, zusammen mit Pfadfinderei)
- Black Block – Videoclip (2007, GRTESC directed by HOOSEN 3000)
- Art & Cash – Videoclip (2009, directed by Pfadfinderei)
- We Are Modeselektor (2013, Dokumentation)[2]

## Auszeichnungen

### Auszeichnungen für Musikverkäufe
| 2× Silberne Schallplatte - Europa (Impala) - 2015: für das Album Monkeytown |

| Land/RegionAuszeichnungen für Musikverkäufe (Land/Region, Auszeichnungen, Verkäufe, Quellen) | Silber     | Gold | Platin | Verkäufe | Quellen         |
| -------------------------------------------------------------------------------------------- | ---------- | ---- | ------ | -------- | --------------- |
| Europa (Impala)                                                                              | 2× Silber2 | —    | —      | (40.000) | Einzelnachweise |
| Insgesamt                                                                                    | 2× Silber2 | —    | —      |          |                 |

### Weitere Auszeichnungen
- 2012: Echo in der Kategorie Kritikerpreis national für Monkeytown[4]